# Saul Chaplin
Pour les articles homonymes, voir Chaplin (homonymie).
Saul Chaplin est un compositeur et directeur musical américain, né le 19 février 1912 à Brooklyn (New York) et mort le 15 novembre 1997 à Los Angeles (Californie).

## Biographie

### Vie privée
Sa fille Judith a épousé le producteur et metteur en scène Harold Prince (1928-2019).